# Соболевский, Владимир Викентьевич
Владимир Викентьевич Соболевский (17 октября 1928, Судогда — 2005) — советский геолог, инженер-нефтяник. Отличник разведки недр (1967). Лауреат Ленинской премии (1970). Изобретатель СССР (1972). Кандидат технических наук (1982).
Первооткрыватель первой сибирской нефти, — Малоатлымской опорной скважины Шаимской группы месторождений (1959). Автор ряда усовершенствований технологии разведочного бурения. Впервые применил в Западной Сибири турбинный способ проходки скважин. Автор 50 публикаций и 20 изобретений.

## Биография
Окончил Грозненский нефтяной институт (1952), горный инженер-нефтяник.
В 1952—1954 годы — помощник бурильщика, техник по бурению Заводоуковской нефтеразведки треста «Тюменьнефтегеология», п. Заводоуковск Тюменской области.
В 1954—1955 годы — старший инженер Южно-Челябинской нефтеразведки, п. Коркино Челябинской области.
В 1955—1956 годы старший инженер Мало-Алтымской нефтеразведки, п. Заречное Тюменской области.
В 1956—1958 годы старший инженер Тобольской нефтеразведки.
В 1958—1960 годы главный инженер Ханты-Мансийской комплексной экспедиции ТТГУ.
В 1960—1961 годы главный инженер Шаимской НРЭ ТТГУ, п. Чантырья Тюменской области.
В 1961 года — главный инженер Тюменской комплексной геологоразведочной экспедиции ТТГУ.
В 1961—1965 начальник ПТО ТТГУ, Тюмень.
В 1965—1972 главный инженер Главтюменьгеологии, Тюмень.
Награждён орденом «Знак Почёта» (1966), медалями. В 1970 году награждён Ленинской премией за открытие крупных и уникальных месторождений природного газа в северных районах Западной Сибири, эффективную разведку их и подготовку промышленных запасов.
В 1972—1983 главный инженер Западно-Сибирского научно-исследовательского геологоразведочного нефтяного института (ЗапСибНИГНИ), Тюмень.
В 1983—1984 заместитель директора по научной работе ЗапСибНИГНИ Главтюменьгеологии.
В 1984—1987 заместитель директора по научной работе, главный инженер Западно-Сибирского научно-исследовательского и проектно-конструкторского института технологии глубокого разведочного бурения (ЗапСибБурНИПИ) Главтюменьгеологии, г. Тюмень.
В 1987—1994 заведующий лабораторией оптимизации процесса бурения ЗапСибБурНИПИ.
В 1994—1996 заведующий лабораторией разработки нестандартного оборудования и приборов ЗапСпбБурНИПИ.
В 1996 году вышел на пенсию.

Принимал участие в разведке и открытии месторождений нефти в Тюменской области — Лянторского, Самотлорского, Сред-не-Балыкского, Усть-Балыкского, Фёдоровского, Шаимского, Южно-Балыкского и др.) и газа (Арктического, Губкинского, Комсомольского, Медвежьего, Северо-Комсомольского, Тазовского, Уренгойского и др.), за пределами области — Озёрного и Солёнинского для Норильского горно-металлургического комбината.
Сын — Соболевский Евгений Владимирович.